# Рююнянен, Эва
Эва Рююнянен (фин. Eva Ryynänen; 15 июня 1915, Виеремя, Куопиоская губерния — 18 октября 2001, Лиекса, Восточная Финляндия) — финский скульптор, работавший с деревом. В 1977 году Эва Рююнянен была награждена медалью «Pro Finlandia» (1977), в этом же году она получила медаль Элиаса Лённрота. В 1998 году получила звание почетного профессора года.

## Биография
Эва Рююнянен родилась в семье фермера под Ийсалми. С детства Эва увлекалась рисованием и лепкой. Получила образование в «Атенеуме», художественной академии при союзе художников Финляндии (1934—1939), куда она поступила, представив деревянную скульптуру «Семеро братьев» (фин. Seitsemän veljestä). Дебют художницы состоялся в 1940 году. После замужества переехала в Северную Карелию, где к ней после ряда выставок в середине 1970-х приходит известность.

## Взгляды и творчество
Художница была тесно связана с локальной культурой и традициями финских провинций Саво и Карелия, в быту она сознательно использовала два говора восточного диалекта финского языка (Пиелисъярви и родной Виеремя). Идеальным материалом для финского скульптора она считала дерево: за всю свою творческую жизнь ею создано более 500 древесных скульптур, 50 из них находятся за пределами Финляндии. Помимо дерева она работала и с мрамором. Известность к ней пришла, когда она претворила в жизнь свою мечту, построив придуманную ею церковь «Паатери киркко» и дом-студию в Паатери. В её работах преобладают анималистические и флористические мотивы.

## «Паатери»
«Паатери» — это дом и мастерская Рююнянен, он расположен в 30 км от центра Лиексы, в деревне Вуонислахти. Она жила там ещё до того, как полностью посвятила себя созданию древесных скульптур. Сегодня «Паатери» — это дом-музей, на территории которого находятся дом Эвы Рююнянен, её студия, церковь и кафе «Галерея».

## Признание и награды
- Медаль «Pro Finlandia» (1977)
- Кавалер ордена Белой розы Финляндии (6 декабря 1997)[3]
- Медаль Элиаса Лённрота (1997)
- Звание почетного профессора года (1998)
- Медаль «Пияллюсмиес Южного Саво» для уроженцев Южного Саво, оказавших значительное влияние на культуру, общественную жизнь и искусство региона (1998)
- Медаль Калевалы юбилейного года (1985)
- Премия «Анти» от союза местных газет (1985)
- Житель года города Лиекса (1991)
- Грамота в номинации «Мастер года района Пиелинен»
- «Сапог года» (Vuoden saapas) (1978)
- Номинация «Женщина года»